# Бастаси (Фоча)
Бастаси су насељено мјесто у општини Фоча, Република Српска, БиХ. Према попису становништва из 1991. у насељу је живјело 43 становника.

## Становништво
|             | 2013.       | 1991.       | 1981.        | 1971.        |
| Укупно      | 12 (100,0%) | 43 (100,0%) | 86 (100,0%)  | 196 (100,0%) |
| Срби        | 12 (100,0%) | 38 (88,37%) | 68 (79,07%)  | 116 (59,18%) |
| Бошњаци     | –           | 5 (11,63%)1 | 14 (16,28%)1 | 73 (37,24%)1 |
| Остали      | –           | –           | 3 (3,488%)   | 1 (0,510%)   |
| Југословени | –           | –           | 1 (1,163%)   | –            |
| Црногорци   | –           | –           | –            | 5 (2,551%)   |
| Хрвати      | –           | –           | –            | 1 (0,510%)   |

1. 1 На пописима од 1971. до 1991. Бошњаци су пописивани углавном као Муслимани.